# Jean-Baptiste-François-Nicolas Millaux
Jean-Baptiste-François-Nicolas Millaux (né à Châteaubourg le  25 novembre 1756, mort à Nevers le 19 février 1829) est un ecclésiastique, qui fut évêque de Nevers de 1823 à 1829.

## Biographie
Jean-François-Nicolas Millaux, fils de Nicolas Millaux et de Françoise Platy, nait et est baptisé à Châteaubourg près de Rennes. Il est ordonné prêtre en 1781. Lors de la promulgation de la Constitution civile du clergé il refuse de prêter le serment et il doit s'exiler de 1792 à la fin de l'année 1800. Il devient l'ami de Jean-Marie de Lamenais et en 1809 il est supérieur du séminaire de Rennes, chanoine du chapitre puis vicaire général du diocèse de Rennes.
À la suite du Concordat du 11 juin 1817, l'évêché de Nevers est rétabli par une bulle pontificale du 27 juillet 1817 ; Jean-Marie Cliquet de Fontenay le prélat désigné pour occuper ce siège épiscopal ayant été promu archevêque de Bourges avant d'être consacré, Jean-François-Nicolas Millaux est donc nommé en 1823 évêque de Nevers, confirmé le 16 mai et consacré en juillet suivant par le cardinal Jean-Baptiste de Latil, l'évêque de Chartres. Il prend possession de son diocèse dès le 31 juillet et le 15 août 1823, il publie une mandement qui établit un nouveau chapitre de chanoines. Son épiscopat est bref car il meurt à la suite d'une « cruelle maladie » dès le 19 février 1829.